# Декларация тысячелетия Организации Объединённых Наций
«Деклара́ция тысячеле́тия Организа́ции Объединённых На́ций» принята 8 сентября 2000 года в городе Нью-Йорке, Генеральной Ассамблеи ООН (Резолюция № A/RES/52/2).
В «Декларации тысячелетия» государства — члены ООН приняли на себя обязательства в достижении целей развития тысячелетия в области мира и безопасности; развития; охраны окружающей среды; прав человека, демократии и управления; защиты уязвимых; удовлетворения потребностей Африки; укрепления ООН.
Некоторые цели, особенно в области развития, сформулированы конкретно, с указанием цифр и сроков (в основном 2015 и 2020 гг.)
Генеральный секретарь ООН в своих докладах и выступлениях регулярно сообщает о фактическом выполнении принятых обязательств.

## Структура
- Ценности и принципы (ст. 1—7)
- Мир, безопасность и разоружение (ст. 8—10)
- Развитие и искоренение нищеты (ст. 11—19)
- Охрана нашей общей окружающей среды (ст. 21—23)
- Права человека, демократия и благое управление (ст. 24—25)
- Защита уязвимых (ст. 26)
- Удовлетворение особых потребностей Африки (ст. 27—28)
- Укрепление Организации Объединенных Наций (ст. 29—32)